# SC Cambuur

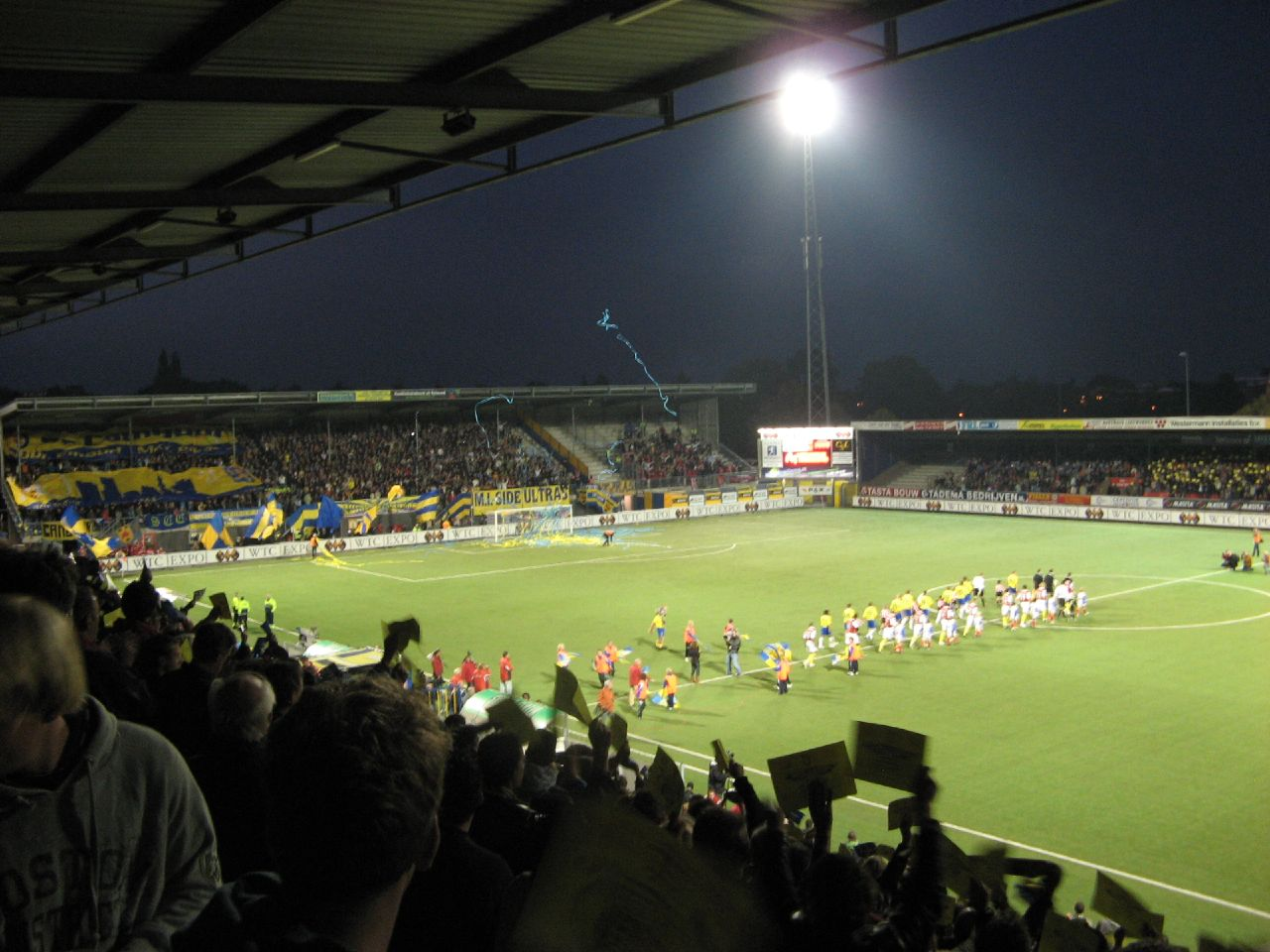
Stadion

SC Cambuur je nizozemský fotbalový klub z města Leeuwarden, který byl založen roku 1964. Hřištěm klubu je Cambuur Stadion s kapacitou 10 500 diváků založený roku 1936. Klubové barvy jsou modrá a žlutá.
Po sezóně 2012/13 se klub vrátil po třinácti letech do nizozemské nejvyšší ligy Eredivisie, v sezóně 2012/13 totiž vyhrál druhou ligu Eerste Divisie.

## Úspěchy
- Eerste Divisie: 2× vítěz (1991/92, 2012/13)[3]